# Jumellea teretifolia
Jumellea teretifolia Schltr., 1925 è una pianta della famiglia delle Orchidacee, endemica del Madagascar.

## Etimologia
Il nome del genere è un omaggio al botanico francese Henri Lucien Jumelle (1866-1935), mentre l'epiteto specifico deriva dal latino teres = arrotondato e folia = foglia.

## Descrizione
È una piccola orchidea epifita che presenta, come suggerisce l'epiteto specifico, caratteristiche foglie cilindriche, lunghe 10–20 cm e larghe 0,2-0,3 cm.
Il fiore, singolo, di colore bianco, presenta sepali lineari-lanceolati, con apice acuminato, lunghi 3,5 cm e un labello stretto alla base e con apice romboidale acuminato; dalla base del labello si origina uno sperone nettarifero lungo 13 cm.

## Biologia
Si riproduce per impollinazione entomofila da parte della farfalla notturna Panogena lingens, della famiglia degli Sfingidi. La conformazione e la lunghezza della spirotromba della farfalla le consentono di raccogliere il nettare in fondo allo sperone del fiore; nel far ciò si imbratta con il polline dell'orchidea che successivamente deposita su un altro fiore.

## Distribuzione e habitat
La specie è presente nelle foreste umide  del Madagascar centro-orientale, tra 1100 e 1500 m di altitudine.